# Physaraia aporia
Physaraia aporia är en stekelart som beskrevs av Donaldson 1989. Physaraia aporia ingår i släktet Physaraia och familjen bracksteklar. Inga underarter finns listade i Catalogue of Life.